# Neuville-lès-This
Pour les articles homonymes, voir Neuville.
Neuville-lès-This est une commune française, située dans le département des Ardennes en région Grand Est.

## Géographie
| Clavy-Warby     |                   | This   |
|                 | Neuville-lès-This |        |
| Thin-le-Moutier |                   | Fagnon |

### Hydrographie
La commune est dans le bassin versant de la Meuse au sein du bassin Rhin-Meuse. Elle est drainée par le ruisseau de This,.
Le ruisseau de This, d'une longueur de 11 km, prend sa source dans la commune de Thin-le-Moutier et se jette  dans la Sormonne à Warcq, après avoir traversé six communes.

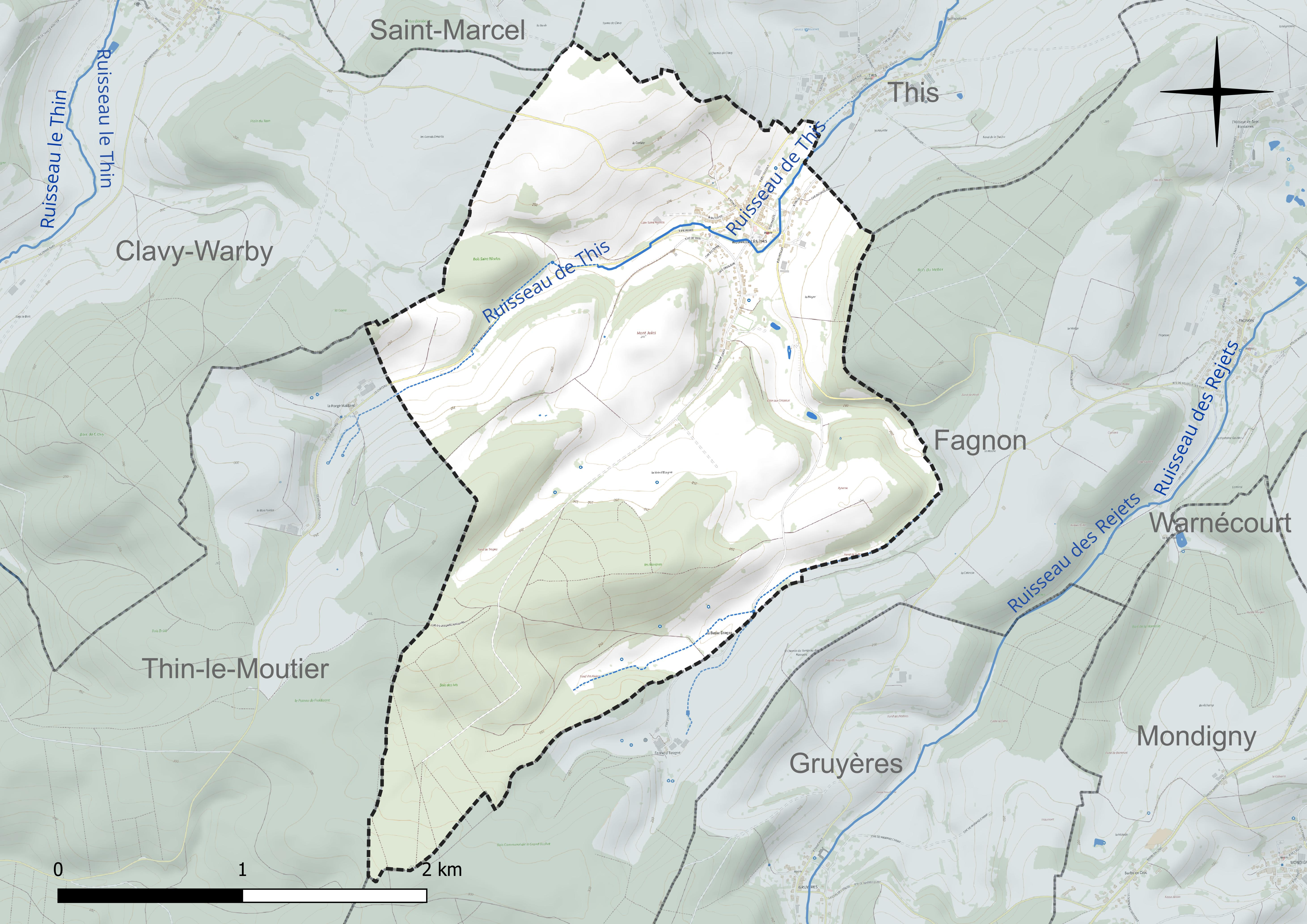
Réseau hydrographique de Neuville-lès-This.

### Climat
Pour des articles plus généraux, voir Climat du Grand Est et Climat des Ardennes.
En 2010, le climat de la commune est de type climat de montagne, selon une étude du Centre national de la recherche scientifique s'appuyant sur une série de données couvrant la période 1971-2000. En 2020, Météo-France publie une typologie des climats de la France métropolitaine dans laquelle la commune est exposée à un climat océanique altéré et est dans la région climatique Nord-est du bassin Parisien, caractérisée par un ensoleillement médiocre, une pluviométrie moyenne régulièrement répartie au cours de l’année et un hiver froid (3 °C).
Pour la période 1971-2000, la température annuelle moyenne est de 9,9 °C, avec une amplitude thermique annuelle de 15,6 °C. Le cumul annuel moyen de précipitations est de 971 mm, avec 14,4 jours de précipitations en janvier et 9,7 jours en juillet. Pour la période 1991-2020, la température moyenne annuelle observée sur la station météorologique de Météo-France la plus proche, « Charleville-Méz. », sur la commune de Charleville-Mézières à 9 km à vol d'oiseau, est de 9,9 °C et le cumul annuel moyen de précipitations est de 928,4 mm. 
La température maximale relevée sur cette station est de 39,2 °C, atteinte le 25 juillet 2019 ; la température minimale est de −17,5 °C, atteinte le 1er janvier 1997,,.
Les paramètres climatiques de la commune ont été estimés pour le milieu du siècle (2041-2070) selon différents scénarios d'émission de gaz à effet de serre à partir des nouvelles projections climatiques de référence DRIAS-2020. Ils sont consultables sur un site dédié publié par Météo-France en novembre 2022.

## Urbanisme

### Typologie
Au 1er janvier 2024, Neuville-lès-This est catégorisée commune rurale à habitat dispersé, selon la nouvelle grille communale de densité à 7 niveaux définie par l'Insee en 2022.
Elle est située hors unité urbaine. Par ailleurs la commune fait partie de l'aire d'attraction de Charleville-Mézières, dont elle est une commune de la couronne,. Cette aire, qui regroupe 132 communes, est catégorisée dans les aires de 50 000 à moins de 200 000 habitants,.

### Occupation des sols
L'occupation des sols de la commune, telle qu'elle ressort de la base de données européenne d’occupation biophysique des sols Corine Land Cover (CLC), est marquée par l'importance des territoires agricoles (52,6 % en 2018), une proportion identique à celle de 1990 (52,6 %). La répartition détaillée en 2018 est la suivante : 
forêts (43,4 %), prairies (41,6 %), terres arables (11 %), zones urbanisées (4 %). L'évolution de l’occupation des sols de la commune et de ses infrastructures peut être observée sur les différentes représentations cartographiques du territoire : la carte de Cassini (XVIIIe siècle), la carte d'état-major (1820-1866) et les cartes ou photos aériennes de l'IGN pour la période actuelle (1950 à aujourd'hui).

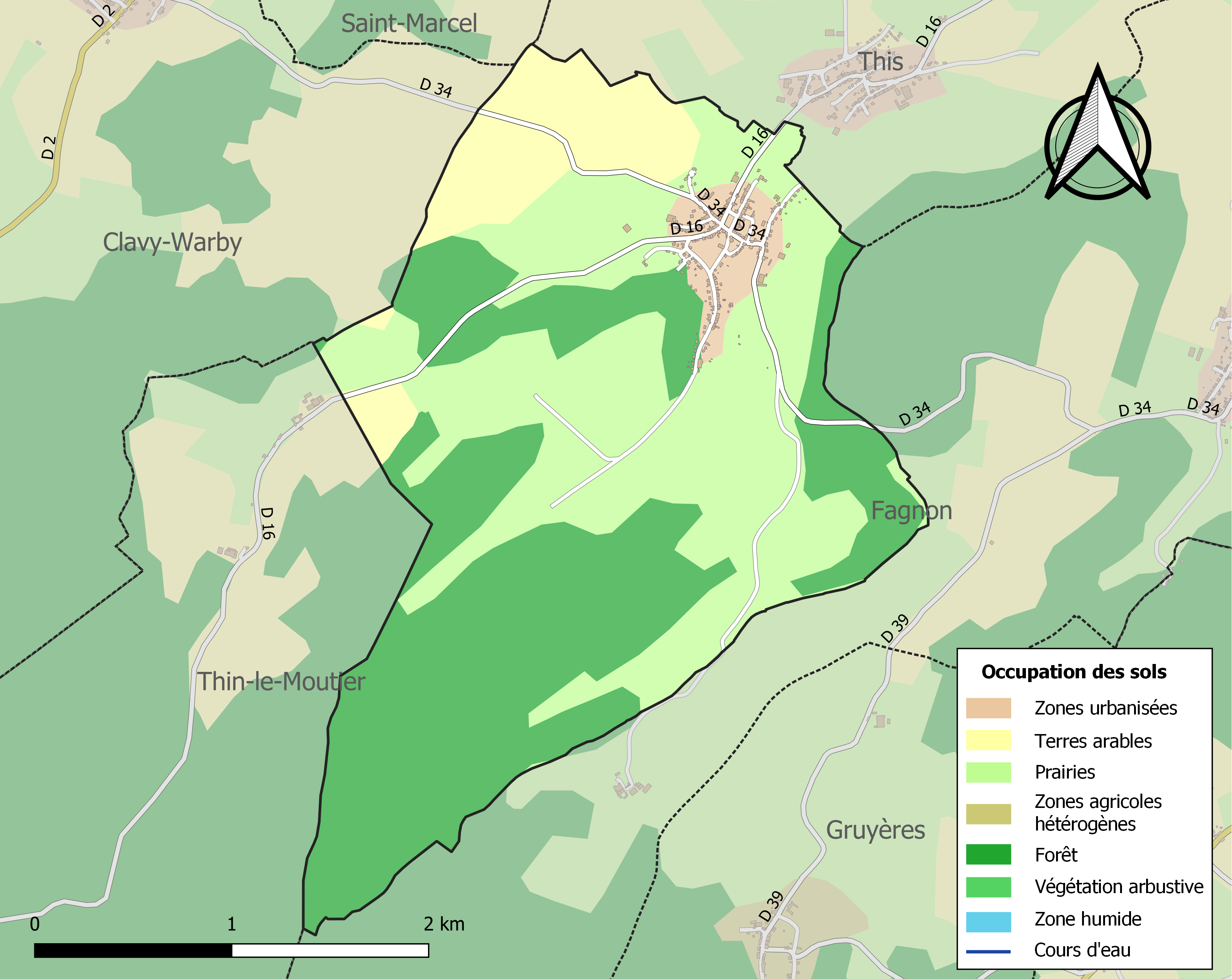
Carte des infrastructures et de l'occupation des sols de la commune en 2018 (CLC).

## Toponymie
Le nom Neuville dérive du latin novavilla, ou « nouveau domaine ». C'est un toponyme très répandu désignant une ville nouvelle (« neuve ville »). De l'adjectif de la langue d'oïl neuve et ville « village ».
La préposition « lès » permet de signifier la proximité d'un lieu géographique par rapport à un autre lieu. En règle générale, il s'agit d'une localité qui tient à se situer par rapport à une ville voisine plus grande. La commune de Neuville indique qu'elle se situe près de This.

## Histoire
Jusqu'en 1828, This formait une commune autonome, puis on la réunit à Neuville. Le 5 novembre 1871, on les séparait à nouveau. Elles paraissaient remonter toutes les deux au XIIe siècle et n'étaient à l'origine que de simple «Domaine dans la forêt de Thérache», que Hugues de Bogny et Hermann de Warcq donnèrent à l'abbaye des Sept-Fontaines, lorsqu'elle fut fondée. C'est à Neuville que le premier abbé transféra les chanoinesses venues se grouper autour de son abbaye. En 1500, Grauen de Maillard (famille originaire du comté de Huy, près de Liège) s'appelait seigneur de This, Tournemont, Neuville-sur-This, Guignicourt, Saint-Marcel-les-Clavy, Géromont (écart de Saint-Marcel) et la Forge Maillart (écart de Thin-le-Mouthier). En 1600, La Maison de Maillart vendait à la Maison de Mazarin, qui l'eût encore en 1790, la seigneurie de Neuville.
Sur les hauteurs du village se trouve le Mont-Jules en référence à Jules César (un de ses camps aurait été implanté là selon une tradition orale rapportée par Albert Meyrac). Également, des poteries, médailles ou d'autres vestiges furent retrouvés ce qui laisse à penser que se trouvait une commune antique sur les terres de Neuville-lès-This.

## Politique et administration
| Période                                  | Période    | Identité        | Étiquette | Qualité |
| ---------------------------------------- | ---------- | --------------- | --------- | ------- |
| avant 1875                               | après 1876 | Raulin          |           |         |
| mars 2001                                | mai 2020   | Marc Merlhes    |           |         |
| mai 2020                                 | En cours   | Freddy Thevenin |           | Cadre   |
| Les données manquantes sont à compléter. |            |                 |           |         |

## Démographie
L'évolution du nombre d'habitants est connue à travers les recensements de la population effectués dans la commune depuis 1793. Pour les communes de moins de 10 000 habitants, une enquête de recensement portant sur toute la population est réalisée tous les cinq ans, les populations de référence des années intermédiaires étant quant à elles estimées par interpolation ou extrapolation. Pour la commune, le premier recensement exhaustif entrant dans le cadre du nouveau dispositif a été réalisé en 2006.

En 2022, la commune comptait 329 habitants, en évolution de −13,42 % par rapport à 2016 (Ardennes : −2,97 %, France hors Mayotte : +2,11 %).
| 1793 | 1800 | 1806 | 1821 | 1831 | 1836 | 1841 | 1846 | 1851 |
| ---- | ---- | ---- | ---- | ---- | ---- | ---- | ---- | ---- |
| 348  | 365  | 368  | 380  | 598  | 656  | 625  | 635  | 678  |

| 1866 | 1872 | 1876 | 1881 | 1886 | 1891 | 1896 | 1901 | 1906 |
| ---- | ---- | ---- | ---- | ---- | ---- | ---- | ---- | ---- |
| 675  | 416  | 401  | 409  | 378  | 372  | 331  | 307  | 327  |

| 1911 | 1921 | 1926 | 1931 | 1936 | 1946 | 1954 | 1962 | 1968 |
| ---- | ---- | ---- | ---- | ---- | ---- | ---- | ---- | ---- |
| 305  | 302  | 300  | 300  | 262  | 248  | 291  | 268  | 256  |

| 1975 | 1982 | 1990 | 1999 | 2006 | 2011 | 2016 | 2021 | 2022 |
| ---- | ---- | ---- | ---- | ---- | ---- | ---- | ---- | ---- |
| 261  | 301  | 343  | 353  | 388  | 375  | 380  | 344  | 329  |

## Lieux et monuments
- Église Saint-Nicolas de Neuville-lès-This.

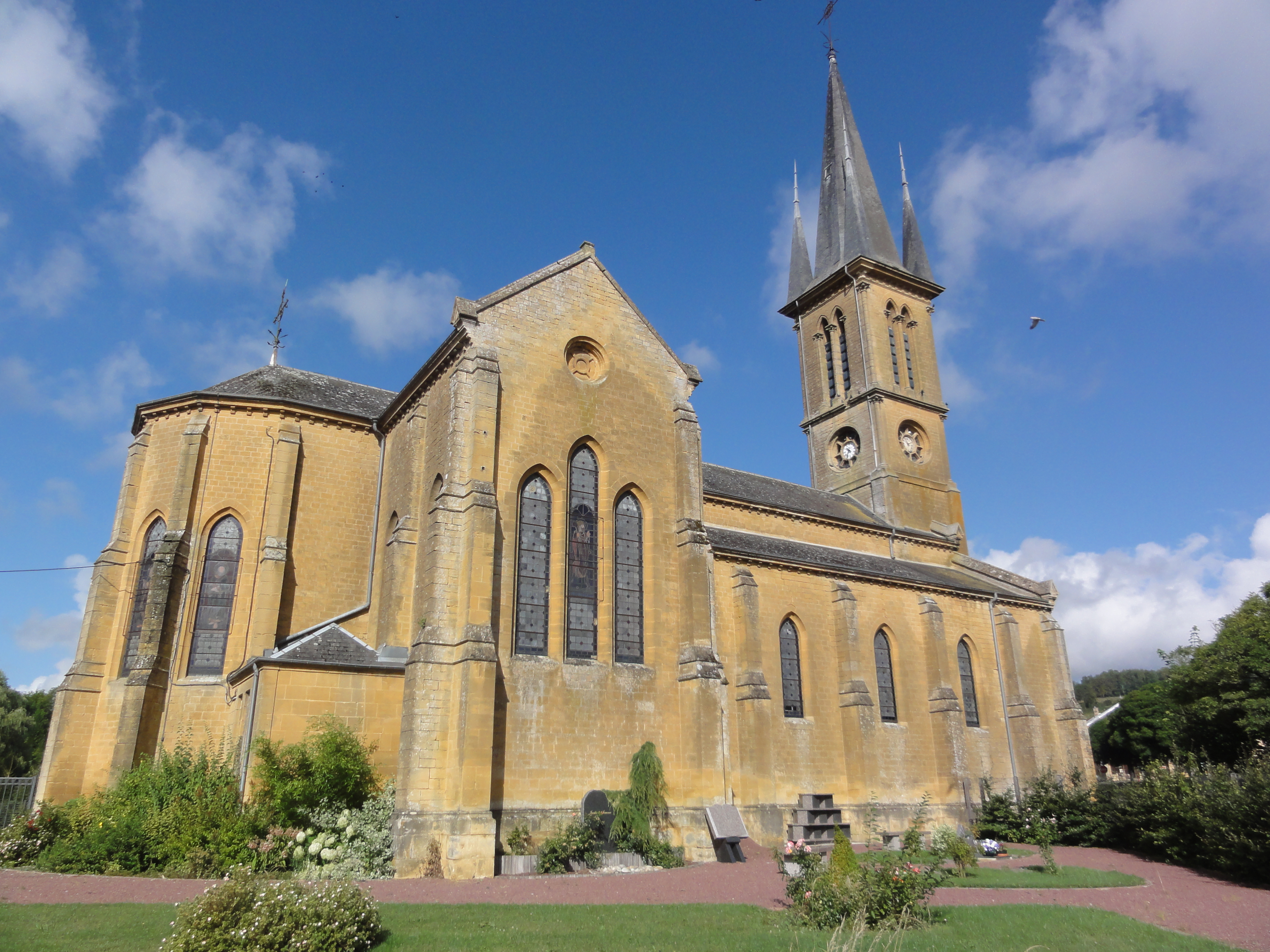
L'église.
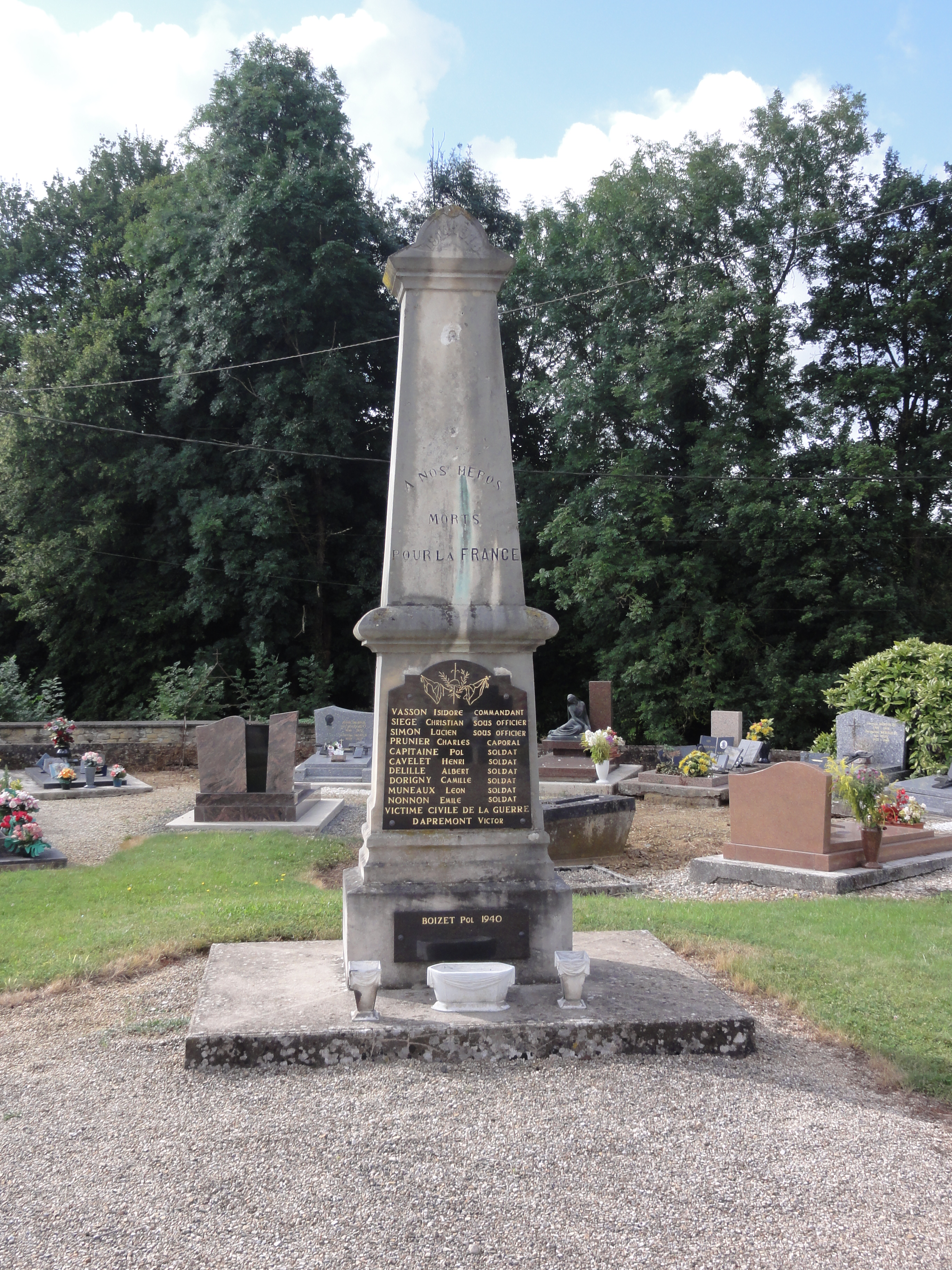
Monument aux morts.